# Óli Hansen
Óli Hansen (Runavík, 26 novembre 1977) è un ex calciatore faroese, di ruolo difensore.